# Ericsson Open 2000
Die Ericsson Open 2000 waren die 16. Ausgabe der Miami Masters und fanden vom 20. März bis zum 6. April 2000 auf Hartplatz statt.
Sieger des letzten Jahres bei den Herren war Richard Krajicek, bei den Damen trug sich 1999 Venus Williams in die Siegerliste ein. Beide traten in diesem Jahr nicht zur Titelverteidigung an. Stattdessen gewannen Pete Sampras und Martina Hingis die Einzelkonkurrenzen. Für Sampras war es bereits nach 1993 und 1994 der 3. Titel bei diesem Turnier, Hingis konnte es schon einmal 1997 gewinnen. 
Erfolgreiches Herrendoppel war die Paarung Todd Woodbridge/Mark Woodforde, welches schon zum 4. Mal das Turnier gewann. Julie Halard-Decugis und Ai Sugiyama gewannen die Damendoppelkonkurrenz.